# 大陈庄站
大陈庄站是一个京广线上的铁路车站，位于河北省元氏县大陈庄村，建于1912年，曾为四等站，邮政编码为051130，2003年8月26日因京广线提速改造三期工程而关闭:130。